# Giovanni di Francesco
Pour les articles homonymes, voir Francesco.
Giovanni di Francesco  ou Giovanni di Francesco del Cervelliera (Florence, 1412 - 1459) est un peintre italien de l'école florentine du milieu du Quattrocento.
Ses œuvres ont été préalablement attribuées au nom de convention Maître du Triptyque Carrand  et Maître de Pratovecchio.
L'historien italien de l'art Carlo Ginzburg le rapproche de Giovanni  da Rovenzanno dit « del Cervelliera ».

## Biographie
Giovanni di Francesco est immatriculé en 1442 à l'Arte dei Medici e Speziali de Florence  et, à ce titre,  payé en 1458-1459,  pour une fresque (Dieu le Père et des anges) sur un tympan  de l'entrée du Spedale degli Innocenti. 
L'étude stylistique révèle les influences de Fra Filippo Lippi (Nativité), de Domenico Veneziano, de Fra Angelico (Adoration des mages de Spolète), d'Alesso Baldovinetti (Nativité), de Fra Diamante.

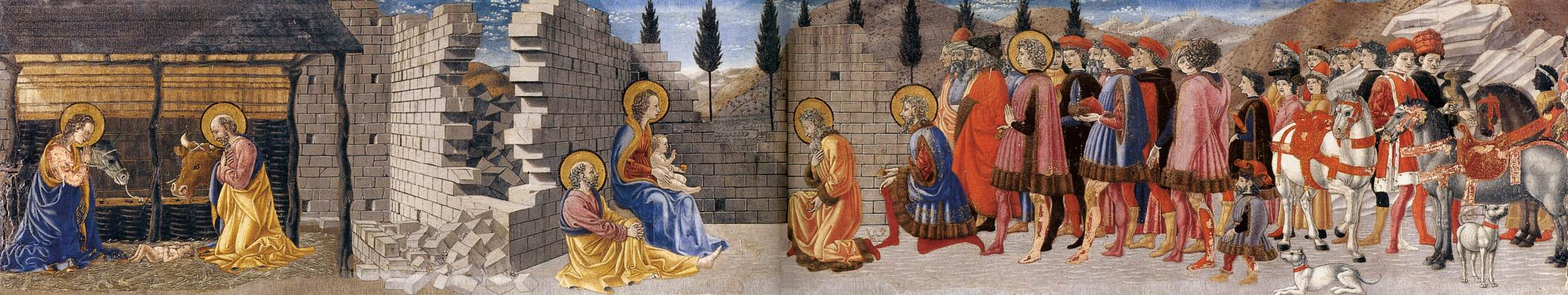
Panneau du musée du Louvre.

## Œuvres
- Triptyque, aujourd'hui dispersé avec les panneaux de : 
  - la Madone (Pitti, donation Contini-Bonacossi), Saint Antoine abbé (Milan, Ambrosienne) et Saint Jacques (musée de Lyon),
  - une prédelle avec des Scènes de la vie de saint Nicolas (à Santa Croce puis à la Casa Buonarroti),
  - une Nativité  et une Adoration des mages (sur un seul panneau au musée du Louvre[2])
- Saint Antoine présentant un pèlerin à Saint Jacques, huile sur bois, 35 x 24 cm, Dijon, musée des beaux-arts de Dijon
- un crucifix peint, église Sant'Andrea, San Donnino, Campi Bisenzio
- La Chasse, tempera sur bois, vers 1450-1460, Musée des Augustins de Toulouse.

La chasse Musée des Augustins de Toulouse

## Sources
- Notice Larousse
- (en) Notice de Web Gallery of Art
- (en) Biographie sur Web Gallery of Art